# Províncias do Quénia
Quénia é dividido em oito províncias (mkoa):
1. Central
2. Costa
3. Oriental
4. Nairobi
5. Nordeste
6. Nyanza
7. Vale do Rift
8. Ocidental
As províncias são subdivididas em 71 distritos (wilaya'at) quais são, então, subdividida em 262 divisões (tarafa). As Divisões são subdivididas em 2.427 localidades (kata) e depois 6.612 sublocalizações (kata ndogo). A província é administrada por um Comissário Provincial (PC).
Autoridades locais do Quénia a maioria não seguem fronteiras comuns com divisões. Eles são classificados como Cidade, Município, Vilas ou Concelhos Região.
Um terceiro tipo de classificação são discretas círculos eleitorais. Elas são ainda subdivididas em wards.
As províncias do Quénia foram abolidas em 2013, sendo substituídas pelos Condados do Quénia 